# Euploea lacon
Euploea lacon là một loài bướm giáp trong phân họ Danainae, Họ Bướm giáp. Nó là loài đặc hữu của Papua New Guinea.